# Pedro de Estopiñán y Virués
Pedro de Estopiñán y Virués, o simplement Pedro Estopiñán i també conegut com a Pedro de Estopiñán el Conqueridor de Melilla, (Jerez de la Frontera, ca. 1470 - Monestir de Guadalupe, 3 de setembre de 1505) va ser un militar i conqueridor castellà vinculat des de la seva joventut al servei de la casa ducal de Medina Sidonia, i deu la seva fama a ser el comandant en cap de l'exèrcit del duc Joan Pérez de Guzmán, que va conquistar la ciutat de Melilla l'any 1497.
En ser empresonats a la fi de 1500 el virrei i governador general Cristóbal Colón i l'avançat Bartolomé Colón, quedarien vacants els títols citats, per la qual cosa, a principis de 1504 els Reis Catòlics ho van nomenar com avançat i governador general de les Índies però en demorar el seu viatge per a prendre el comandament, va morir abans de passar al Nou Món, i com els germans Colón van ser indultats pels sobirans, tots dos conservarien els seus títols i càrrecs.

## Biografia

### Origen familiar i primers anys
Pedro de Estopiñán havia nascut cap a 1470 a la ciutat de Jerez de la Frontera que estava en la jurisdicció del llavors Regne de Sevilla, el qual era un dels tres cristians d'Andalusia, i que al seu torn formava part de la Corona de Castella. Era fill del gentilhome Ramón de Estopiñán y Vargas (n. Regne d'Aragó, ca. 1450), jurat de Jerez de la Frontera, i de la seva esposa des de 1470, Major de Virués (n. Jerez de La Frontera, ca. 1450), de noble nissaga. Van ser els seus germans Francisco i Bartolomé de Estopinyà qui participés en la Guerra de Granada entre 1482 i 1492, i al costat d'Alonso Fernández de Lugo, en la conquesta de les illes Canàries en 1495.
El llinatge de la seva família paterna procedia de l'Alt Aragó, des d'on una branca va passar a establir-se a Andalusia durant la primera meitat del segle xiv . És freqüent que diversos cavallers amb aquest cognom apareguin en les narracions de l'època, sobretot vinculats a un altre llinatge autòcton, els Guzmanes, comtes de Boira i posteriors ducs de Medina Sidonia.
Malgrat aquestes notícies de la seva família, a penes es coneix res de la infància i joventut del conqueridor, excepte la seva entrada al servei de la casa ducal de Medina Sidonia. Era aquesta una de les més importants de l'època perquè, després de la conquesta de Granada pels Reis Catòlics en 1492, la població musulmana que havia abandonat la península es va concentrar en el nord d'Àfrica, lloc des d'on efectuaven nombrosos atacs a les costes peninsulars d'Andalusia. Precisament, en una d'aquestes incursions pirates, esdevinguda al juny de 1496, es troba el primer esment de Pedro de Estopiñán.

### Comptador del duc de Medina Sidoña
A primerenca edat va passar a ser patge de la Casa de Medina Sidonia. En ocasió de la pesca d'almadraves, bona part de la comitiva cortesana dels ducs, inclosa la pròpia duquessa Leonor de Estúñiga, s'havia desplaçat a Conil per a assistir a l'espectacle. Sobtadament, un vaixell de pirates barbarescos es va introduir entre els vaixells pesquers i van aconseguir abordar un d'ells.
Davant el perill evident, Pedro de Estopiñán, citat amb el càrrec de comptador de la "Casa del duc don Joan", va salpar en una petita embarcació per a parlamentar amb el cap dels pirates, qui va demanar una elevada quantitat de diners pel rescat dels marins presoners.

### Iniciat en actuacions militars
Amb audàcia, Pedro de Estopiñán va abraçar per sorpresa al musulmà i va caure amb ell a l'aigua, on va ser recollit pels seus homes, la qual cosa, evidentment, va canviar el curs de les negociacions: el cap dels pirates va ser canviat per la tripulació i el vaixell, posant punt final al truculent episodi de les almadraves.
Els ressons d'admiració per la valentia de Pere no van cessar de proclamar-se per tot el territori, fins i tot van arribar als anals històrics de Jerez, per la qual cosa es pot situar aquesta data de 1496 com la primera fita de consideració en la carrera militar d'Estopinyà.

### Conquesta de Melilla
Possiblement gràcies a aquesta demostració, quan els Reis Catòlics van autoritzar la Santa Germanor la dotació d'un exèrcit per a la conquesta de Melilla, sota la direcció del duc de Medina Sidonia, aquest va triar al valent comendador per a dirigir-lo. És possible també que facilités l'elecció de Pere el fet que les tropes, subministrades pels consells de Jerez, Medina, Arcs i Sanlúcar de Barrameda, estiguessin organitzades per tres il·lustres de Jerez com ell, segurament al punt de la seva brillant activitat militar: el corregidor Juan Sánchez Montiel, Francisco de Vera (Provincial de la Santa Germanor), i Manuel Riquelme (vint-i-quatre -regidor- de Jerez i capità de la Germanor comunal).
Així doncs, Pedro de Estopiñán, al capdavant de 5000 infants i 250 genets, va desembarcar en el nord d'Àfrica i va posar cèrcol a Melilla, que finalment va ser conquistada el 17 de setembre de 1497. Després de la conquesta, Estopinyà va tornar a la península, no sense abans deixar una guarnició de 1500 homes per a la defensa de la plaça, així com un ingent nombre de picapedrers, fusters i paletes amb l'exprés mandat de reparar les fortificacions de la ciutat i construir noves muralles defensives.
L'absència nord-africana d'Estopinyàn va ser breu, ja que a l'any següent els musulmans van redoblar els seus esforços per recuperar la plaça perduda. Davant els nous atacs soferts per la guarnició de Melilla, el duc Joan, d'acord amb els Reis Catòlics, va decidir enviar noves tropes de refresc, de nou encapçalades per Estopinyà, a qui aquesta vegada acompanyava un altre destacat cavaller de la casa ducal, García León.
En deixar als assetjadors entre dos focs, el triomf va ser total ja que, a instàncies del comendador, es va perseguir a tots els fugitius fins a obligar-los a assentar-se a la regió d'Orà, més llunyana i amb menys mitjans; igualment, un nombre de musulmans no inferior a 250 van ser capturats, com a possible moneda de canvi en el futur. Encara que en el propi any 1498 encara va tenir Estopinyà que tornar per dues vegades a Melilla, es pot donar aquesta data com l'inici de l'estabilitat dels cristians en la plaça nord-africana.
Davant l'absència de notícies referents a conflictes bèl·lics, la biografia del cavaller de Jerez torna a ser difícil en el període 1499-1503, del qual no se sap pràcticament res encara que es pot suposar una estada esplaiada a Andalusia, dins de la cort ducal o en la seva habitual residència sevillana, situada en l'actual carrer Francs, on es pot veure l'escut d'armes de la família i el seu lema In soli Deo honor et Gloria. És bastant probable, igualment, que per a aquesta data ja estigués casat amb la seva dona, donya Beatriz Cabeza de Vaca, emparentada amb la família del qual seria gran explorador de les Amèriques, Álvar Núñez Cabeza de Vaca, nebot de Pere i Beatriz.

### Campanyes del Rosselló
En 1503, però, els seus serveis militars van ser de nou requerits pel propi Rei Catòlic, Ferran d'Aragó, a fi de que acudís a Salces (Rosselló), ja que les tropes del monarca francès Lluís XII sotmetien a un sever cèrcol aquesta ciutat.
De nou va demostrar la seva vàlua militar, ja que va dividir a les seves tropes en dos grups: el primer assetjava la rereguarda dels assetjadors sense parar, mentre que el segon va ser enviat al port per a evitar que els reforços francesos, que havien embarcat a Cotlliure amb destinació al Rosselló català, poguessin desembarcar i sumar-se a la resta. La maniobra va ser efectiva, ja que la retirada dels invasors es va produir a la fi del citat any.

### Títols regis d'avançat i governador general de les Índies
El rei Ferran, en recompensa a l'efectiva labor de Pedro de Estopiñán, el va nomenar a principis de 1504 com avançat d'Índies i capità general de l'illa de Santo Domingo i dependències, amb el que semblava posar-se el colofó a la seva carrera militar si es té en compte al prestigi i vàlua dels citats llocs en l'organigrama polític-militar de la dominació espanyola d'Amèrica.
Durant aquest mateix any, Estopinyà va començar els preparatius del viatge al Nou Món, on s'anava a establir amb tota la seva progènie i família, encara que també va participar activament en la preparació d'una expedició a Mers-el-Kebir en 1505, en la qual, no obstant això, va declinar participar pels citats preparatius.

### Impossibilitat de viatjar al Nou Món i defunció
Pocs dies més tard, en el transcurs d'una visita al monestir de Guadalupe, l'avançat Pedro de Estopiñán va morir sobtadament el 3 de setembre de 1505, i va ser enterrat dos dies més tard en el propi monestir.

## Matrimoni i descendència
El gentilhome conqueridor Pedro de Estopiñán es va unir en matrimoni cap a 1500 amb Beatriz Cabeza de Vaca (n. ca. 1480), una germana de Teresa Cabeza de Vaca que al seu torn es va casar amb Francisco de Vera, vint-i-quatre de Jerez —que era fill de Pedro de Vera, conqueridor de Gran Canària— i fossin els futurs pares de Álvar Núñez Cabeza de Vaca, avançat del Riu de la Plata.
Pedro de Estopiñán i Beatriz Cabeza de Vaca van tenir cinc fills:
- Pedro de Estopiñán i Cabeza de Vaca[6] (n. ca. 1505 - Jerez de la Frontera, després de 1550) va seguir la carrera de les armes i en 1537 va acompanyar al seu cosí avançat al Nou Món però tornaria sense riquesa amb aquest en 1544.[6][6]
- Ramónde Estopiñán (n. ca. 1507) va ser llicenciat en Dret[6] i es va instal·lar a les illes Canàries com oidor de la real audiència homònima.[6][6]
- Francisco de Estopiñán (n. ca. 1509) es va assentar en la vila del Pedroso, prop de Sevilla, emparentant-se amb famílies il·lustres.[6][6][6]
- Diego de Estopiñán (n. ca. 1511) va ser un funcionari de Jerez de la Frontera, on tindria una pròspera situació econòmica.[6][6][6]
- Lorenzo de Estopiñán[6] (n. ca. 1513 - f. Lima, finals del segle xvi ) va passar molt jove al Virregnat del Perú, on se li va adjudicar un ric encàrrec[6] que va administrar noblement, transformant-se a la ciutat de Lima en un home de gran fortuna i prestigi, i a la seva mort, en una de les figures de major relleu.[6][6][6]

## Hipòtesi d'historiadors sobre la seva mort[calcitació]
Davant aquest esdeveniment, els investigadors que han desgranat la seva biografia, especialment H. Sancho i A. Rodríguez, han manejat la hipòtesi d'un enverinament per part d'algun enemic seu que es veiés ofès per les sucoses prebendes americanes donades a favor seu.
La impossibilitat de demostrar tal qüestió no resta brillantor a la carrera militar del comendador de Jerez, un dels personatges més destacats de la frontissa entre els segles XV i XVI i que, igual que la pròpia època, no és una figura massa coneguda malgrat els seus havers.

## Homenatges[calcitació]
La ciutat de Melilla, la qual sense la seva contribució hagués estat impossible de conquistar, ha dedicat el nom d'una de les seves places, la de la ciutat vella, a la memòria del seu conqueridor.
Malgrat la seva mort, la presència de membres del llinatge d'Estopinyà a Amèrica no es va frustrar: dos dels fills homes del matrimoni, Pedro i Lorenzo, van acompanyar al seu cosí Alvar Núñez Cabeza de Vaca en la conquesta del Perú, en un intent de rescabalar la memòria del seu pare de l'afront per la qual no va poder gaudir de noves aventures a Amèrica.